# آونی هفتز
آونی هفتز یک شهرک اسرائیلی (سامان دهی شده به عنوان یک شهرک محلی ) می باشد که در لبه غربی کرانه باختری شمالی قرار گرفته است. این شهرک تحت حکومت شهرداری اداری شورای منطقه ای شمرون ، در نزدیکی شهر فلسطینی،  طولکرم و شهرک های اسرائیلی عیناو و سلیت قرار گرفته است.
جامعه بین‌المللی شهرک‌سازی‌های اسرائیل در کرانه باختری اشغالی را طبق قوانین بین‌المللی غیرقانونی بوده و آن  را به رسمیت نمی شناسد، ولی حکومت اسرائیل با این موضوع  با سازمان ها و نهاد های بین‌المللی مخالفت می کند.

## تاریخچه
در سال ۱۹۹۰ از طرف گروهی از دانشجویان اسرائیلی یهودی ارتدوکس از کارنی شمرون با کمک امنا پایه گذاری شد. شهرک آونی هفتز در حال حاضر خانه بیش از ۲۰۰ خانوار از غبیل ۱۰۰ کودک می باشد. نام روستا از اشعیا گرفته شده.
در سال ۱۹۹۵، ارتش اسرائیل اینگونه بیان کرد که آنان حدود ۲۰۰ دونوم زمین را از روستای فلسطینی‌ها،  کفراللباد مصادره کردند تا شهرک آونی هفتز را گسترش دهند,  در مجموع نزدیک ۳۵۵ دونوم از زمین های کفراللباد به شهرک آونی هفتز افزون گردیده است.
در سال ۲۰۱۶، شهرک سازی در کرانه باختری اشغالی ۳۴ درصد افزایش پیدا کرد. مسئولان اسرائیل، ساخت و ساز را شروع کردند و ۱,۸۱۴ واحد مسکونی نوین برای مهاجران اضافه کردند. دست کم ۱۲۹ واحد نوین در شهرک آونی هفتز برای تشکیل دادن یک ناحیه عمدتاً صنعتی افزون گردید، که این مستعمره را به شکل فزاینده ای به روستای فلسطینی روستای شعفا نزدیک تر کرد.